# سفارة كندا في المكسيك
سفارة كندا في المكسيك هي أرفع تمثيل دبلوماسي لدولة كندا لدى المكسيك. تقع السفارة في مدينة مكسيكو وهي تهدف لتعزيز المصالح الكندية في المكسيك.

## وصلات خارجية
- قائمة سفارات كندا
- قائمة السفارات في المكسيك